# Big If
Big If – amerykański rockowy zespół, założony przez Ryana Keya – byłego członka zespołu Yellowcard.